# Кронберг, Вальтер фон
Вальтер фон Кронберг (нем. Walther von Cronberg, 1479 — 4 апреля 1543, Мергентхайм) — с 1526 года немецкий ландмейстер (последний в истории), а с 1527 года — 38-й великий магистр Тевтонского ордена (в должность до своей смерти в 1543 году). В дальнейшем должность немецкого ландмейстера была объединена с должностью великого магистра, получив название великий и немецкий магистр (однако в употреблении осталось «великий магистр»).

## Биография
В 1525 году Альбрехт Гогенцоллерн секуляризировал владения ордена в Пруссии. Большинство владений ордена за пределами Пруссии были свободны от протестантской веры. В 1526 году в должность немецкого ландмейстера вступил Вальтер фон Кронберг. В 1527 году император Священной Римской империи Карл V дал ему разрешение на упоминание в звании Вальтера слов «администратор собственности великого магистра» (нем. Administrator des Hochmeistertums). В дальнейшем сокращённое до «великий и немецкий магистр». Из-за того, что Кёнигсберг, бывшая резиденция великого магистра, оказался на территории секуляризованной Пруссии, столица ордена была перенесена в город Мергентхайм, расположенный под Вюрцбургом.
Во Франкфурте-на-Майне в одном из районов города существует площадь Вальтера фон Кронберга.